# 2 août aux Jeux olympiques d'été de 2024
Navigation
1er août 3 août
Le vendredi 2 août 2024 est le neuvième jour de compétitions des Jeux olympiques d'été de 2024 à Paris en France.

## Programme
| Heure UTC+02:00 (France)                      |               |
| bleu                                          | Cérémonie     |
| neutre                                        | Épreuve       |
| or                                            | Finale        |
| orange                                        | Petite finale |
| rose                                          | Reporté       |
| gris                                          | Annulé        |
| Compétition masculine                         | Hommes        |
| Compétition féminine                          | Femmes        |
| Compétition mixte (hommes et femmes mélangés) | Mixte         |
| Compétition en couple (1 homme et 1 femme)    | Couple        |
| modifier                                      |               |

| Horaire | Discipline Spécialité | Discipline Spécialité                   | Discipline Spécialité                         | Phase                      | Résultats                                               | Références |
| ------- | --------------------- | --------------------------------------- | --------------------------------------------- | -------------------------- | ------------------------------------------------------- | ---------- |
| 8 h 30  |                       | Badminton Double                        | Compétition femmes                            | 1/2 finale                 | -                                                       | -          |
| 9 h 0   |                       | Basket-ball à trois Tournoi féminin     | Compétition femmes                            | Tour préliminaire          | Allemagne 18 - 15 Chine                                 |            |
| 9 h 0   |                       | Beach-volley Tournoi masculin           | Compétition hommes                            | Tour préliminaire          | -                                                       | -          |
| 9 h 0   |                       | Beach-volley Tournoi féminin            | Compétition femmes                            | Tour préliminaire          | -                                                       | -          |
| 9 h 0   |                       | Golf Compétition masculine (Tour 2)     | Compétition hommes                            | Tour de compétition        | -                                                       | -          |
| 9 h 0   |                       | Handball Tournoi masculin               | Compétition hommes                            | Tour préliminaire Groupe B | Hongrie 25 - 28 Danemark                                |            |
| 9 h 0   |                       | Tir Pistolet à 25 m                     | Compétition femmes                            | Qualifications             | -                                                       | -          |
| 9 h 0   |                       | Tir Skeet                               | Compétition hommes                            | Qualifications             | -                                                       | -          |
| 9 h 0   |                       | Volley-ball Tournoi masculin            | Compétition hommes                            | Tour préliminaire Groupe C | Argentine 0 - 3 Allemagne                               |            |
| 9 h 30  |                       | Aviron Skiff                            | Compétition hommes                            | Finale F                   | -                                                       | -          |
| 9 h 30  |                       | Basket-ball à trois Tournoi féminin     | Compétition femmes                            | Tour préliminaire          | Australie 21 - 12 Azerbaïdjan                           |            |
| 9 h 30  |                       | Tir Carabine à 50 m 3 positions         | Compétition femmes                            | Finale                     | Chiara Leone · Sagen Maddalena · Qiongyue Zhang         |            |
| 9 h 30  |                       | Tir à l'arc Par équipes                 | Compétition mixte (hommes et femmes ensemble) | 8e de finale               | -                                                       | -          |
| 9 h 42  |                       | Aviron Skiff                            | Compétition femmes                            | Finale F                   | -                                                       | -          |
| 9 h 54  |                       | Aviron Skiff                            | Compétition hommes                            | Finale E                   | -                                                       | -          |
| 10 h 0  |                       | Hockey sur gazon Tournoi féminin        | Compétition femmes                            | Tour préliminaire Groupe A | Chine 2 - 4 Allemagne                                   |            |
| 10 h 0  |                       | Judo Plus de 78 kg                      | Compétition femmes                            | 32e de finale              | -                                                       | -          |
| 10 h 0  |                       | Judo Plus de 100 kg                     | Compétition hommes                            | 32e de finale              | -                                                       | -          |
| 10 h 0  |                       | Tennis de table Simple                  | Compétition femmes                            | 1/2 finale                 | -                                                       | -          |
| 10 h 0  |                       | Tennis de table Simple                  | Compétition hommes                            | 1/2 finale                 | -                                                       | -          |
| 10 h 5  |                       | Athlétisme Décathlon (100 m)            | Compétition hommes                            | Tour de compétition        | -                                                       | -          |
| 10 h 5  |                       | Basket-ball à trois Tournoi féminin     | Compétition femmes                            | Tour préliminaire          | Lituanie 21 - 16 Chine                                  |            |
| 10 h 6  |                       | Aviron Skiff                            | Compétition femmes                            | Finale F                   | -                                                       | -          |
| 10 h 10 |                       | Athlétisme Lancer du marteau            | Compétition hommes                            | Qualifications (Groupe A)  | -                                                       | -          |
| 10 h 15 |                       | Athlétisme Saut en hauteur              | Compétition femmes                            | Qualifications             | -                                                       | -          |
| 10 h 18 |                       | Aviron Skiff                            | Compétition hommes                            | Finale D                   | -                                                       | -          |
| 10 h 28 |                       | Judo Plus de 78 kg                      | Compétition femmes                            | 16e de finale              | -                                                       | -          |
| 10 h 28 |                       | Judo Plus de 100 kg                     | Compétition hommes                            | 16e de finale              | -                                                       | -          |
| 10 h 30 |                       | Aviron Skiff                            | Compétition femmes                            | Finale D                   | -                                                       | -          |
| 10 h 30 |                       | Hockey sur gazon Tournoi masculin       | Compétition hommes                            | Tour préliminaire Groupe A | Pays-Bas 5 - 3 Espagne                                  |            |
| 10 h 35 |                       | Athlétisme 100 m                        | Compétition femmes                            | Tour préliminaire          | -                                                       | -          |
| 10 h 35 |                       | Basket-ball à trois Tournoi féminin     | Compétition femmes                            | Tour préliminaire          | Pologne 17 - 21 Pays-Bas                                |            |
| 10 h 42 |                       | Aviron Deux sans barreur                | Compétition hommes                            | Finale B                   | -                                                       | -          |
| 10 h 50 |                       | Badminton Double                        | Compétition hommes                            | 1/2 finale                 | -                                                       | -          |
| 10 h 54 |                       | Aviron Deux sans barreur                | Compétition femmes                            | Finale B                   | -                                                       | -          |
| 10 h 55 |                       | Athlétisme Décathlon (Saut en longueur) | Compétition hommes                            | Tour de compétition        | -                                                       | -          |
| 11 h 0  |                       | Voile 49er                              | Compétition hommes                            | Finale                     |                                                         |            |
| 11 h 0  |                       | Voile 49er FX                           | Compétition femmes                            | Finale                     |                                                         |            |
| 11 h 0  |                       | Basket-ball Tournoi masculin            | Compétition hommes                            | Tour préliminaire Groupe B | Japon 84 - 102 Brésil                                   |            |
| 11 h 0  |                       | Handball Tournoi masculin               | Compétition hommes                            | Tour préliminaire Groupe B | Argentine 21 - 28 France                                |            |
| 11 h 0  |                       | Natation 100 m papillon                 | Compétition hommes                            | Séries                     | -                                                       | -          |
| 11 h 0  |                       | Natation 200 m 4 nages                  | Compétition femmes                            | Séries                     | -                                                       | -          |
| 11 h 0  |                       | Natation 800 m nage libre               | Compétition femmes                            | Séries                     | -                                                       | -          |
| 11 h 0  |                       | Natation Relais 4 x 100 100 m 4 nages   | Compétition femmes                            | Séries                     | -                                                       | -          |
| 11 h 0  |                       | Plongeon Tremplin à 3 m synchronisé     | Compétition hommes                            | Finale                     | Chine · Mexique · Grande-Bretagne                       |            |
| 11 h 0  |                       | Voile 470 (courses 1 et 2)              | Compétition mixte (hommes et femmes ensemble) | Tour de compétition        | -                                                       | -          |
| 11 h 0  |                       | Voile IQFoil                            | Compétition femmes                            | 1/4 de finale              | -                                                       | -          |
| 11 h 0  |                       | Voile IQFoil                            | Compétition hommes                            | 1/4 de finale              | -                                                       | -          |
| 11 h 0  |                       | Voile IQFoil                            | Compétition femmes                            | 1/2 finale                 | -                                                       | -          |
| 11 h 0  |                       | Voile IQFoil                            | Compétition hommes                            | 1/2 finale                 | -                                                       | -          |
| 11 h 0  |                       | Voile IQFoil                            | Compétition femmes                            | Finale                     |                                                         |            |
| 11 h 0  |                       | Voile IQFoil                            | Compétition hommes                            | Finale                     |                                                         |            |
| 11 h 0  |                       | Voile Laser (courses 3 et 4)            | Compétition hommes                            | Tour de compétition        | -                                                       | -          |
| 11 h 0  |                       | Voile Laser Radial (courses 3 et 4)     | Compétition femmes                            | Tour de compétition        | -                                                       | -          |
| 11 h 5  |                       | Athlétisme 1 500 m                      | Compétition hommes                            | 1er tour                   | -                                                       | -          |
| 11 h 6  |                       | Aviron Deux de couple poids léger       | Compétition hommes                            | Finale B                   | -                                                       | -          |
| 11 h 18 |                       | Aviron Deux de couple poids léger       | Compétition femmes                            | Finale B                   | -                                                       | -          |
| 11 h 30 |                       | Aviron Deux sans barreur                | Compétition hommes                            | Finale                     | Croatie · Grande-Bretagne · Suisse                      |            |
| 11 h 35 |                       | Athlétisme Lancer du marteau            | Compétition hommes                            | Qualifications (Groupe B)  | -                                                       | -          |
| 11 h 42 |                       | Aviron Deux sans barreur                | Compétition femmes                            | Finale                     | Pays-Bas · Roumanie · Australie                         |            |
| 11 h 50 |                       | Athlétisme 100 m                        | Compétition femmes                            | 1er tour                   | -                                                       | -          |
| 12 h 0  |                       | Tennis Simple                           | Compétition hommes                            | 1/2 finale                 | -                                                       | -          |
| 12 h 0  |                       | Tennis Simple                           | Compétition femmes                            | Petite finale              | Canada vs Pays-Bas                                      |            |
| 12 h 0  |                       | Tennis Double                           | Compétition hommes                            | Petite finale              | vs                                                      |            |
| 12 h 0  |                       | Tennis Double                           | Compétition mixte (hommes et femmes ensemble) | Petite finale              | vs                                                      |            |
| 12 h 0  |                       | Trampoline Concours féminin             | Compétition femmes                            | Qualifications             | -                                                       | -          |
| 12 h 2  |                       | Aviron Deux de couple poids léger       | Compétition hommes                            | Finale                     | Irlande · Italie · Grèce                                |            |
| 12 h 15 |                       | Athlétisme Décathlon (Lancer du poids)  | Compétition hommes                            | Tour de compétition        | -                                                       | -          |
| 12 h 20 |                       | Judo Plus de 78 kg                      | Compétition femmes                            | 8e de finale               | -                                                       | -          |
| 12 h 20 |                       | Judo Plus de 100 kg                     | Compétition hommes                            | 8e de finale               | -                                                       | -          |
| 12 h 22 |                       | Aviron Deux de couple poids léger       | Compétition femmes                            | Finale                     |                                                         |            |
| 12 h 30 |                       | Basket-ball à trois Tournoi féminin     | Compétition femmes                            | Tour préliminaire          | Australie 17 - 21 Espagne                               |            |
| 12 h 45 |                       | Hockey sur gazon Tournoi féminin        | Compétition femmes                            | Tour préliminaire Groupe A | Belgique 1 - 3 Pays-Bas                                 |            |
| 13 h 0  |                       | Basket-ball à trois Tournoi féminin     | Compétition femmes                            | Tour préliminaire          | France 13 - 14 États-Unis                               |            |
| 13 h 0  |                       | Volley-ball Tournoi masculin            | Compétition hommes                            | Tour préliminaire Groupe B | Brésil vs Égypte                                        |            |
| 13 h 15 |                       | Hockey sur gazon Tournoi masculin       | Compétition hommes                            | Tour préliminaire Groupe B | Australie vs Inde                                       |            |
| 13 h 16 |                       | Judo Plus de 78 kg                      | Compétition femmes                            | 1/4 de finale              | -                                                       | -          |
| 13 h 16 |                       | Judo Plus de 100 kg                     | Compétition hommes                            | 1/4 de finale              | -                                                       | -          |
| 13 h 30 |                       | Basket-ball Tournoi masculin            | Compétition hommes                            | Tour préliminaire Groupe A | Australie vs Grèce                                      |            |
| 13 h 30 |                       | Escrime Épée par équipes                | Compétition hommes                            | 1/4 de finale              | -                                                       | -          |
| 13 h 30 |                       | Tennis de table Simple                  | Compétition femmes                            | 1/2 finale                 | -                                                       | -          |
| 13 h 35 |                       | Basket-ball à trois Tournoi féminin     | Compétition femmes                            | Tour préliminaire          | Pays-Bas 19 - 18 Lituanie                               |            |
| 13 h 50 |                       | Trampoline Concours féminin             | Compétition femmes                            | Finale                     | Bryony Page · Viyaleta Bardzilouskaya · Sophiane Methot |            |
| 14 h 0  |                       | Équitation Saut d'obstacles par équipes | Compétition mixte (hommes et femmes ensemble) | Finale                     | Grande-Bretagne · États-Unis · France                   |            |
| 14 h 0  |                       | Handball Tournoi masculin               | Compétition hommes                            | Tour préliminaire Groupe A | Croatie vs Suède                                        |            |
| 14 h 0  |                       | Water-polo Tournoi féminin              | Compétition femmes                            | Tour préliminaire Groupe A | Australie vs Canada                                     |            |
| 14 h 5  |                       | Basket-ball à trois Tournoi féminin     | Compétition femmes                            | Tour préliminaire          | Lettonie vs France                                      |            |
| 14 h 15 |                       | Tir à l'arc Par équipes                 | Compétition mixte (hommes et femmes ensemble) | 1/4 de finale              | -                                                       | -          |
| 14 h 30 |                       | Tennis de table Simple                  | Compétition hommes                            | 1/2 finale                 | -                                                       | -          |
| 15 h 0  |                       | Badminton Double                        | Compétition mixte (hommes et femmes ensemble) | Finale                     |                                                         |            |
| 15 h 0  |                       | Escrime Épée par équipes                | Compétition hommes                            | Tour de classement         | -                                                       | -          |
| 15 h 0  |                       | Football Tournoi masculin               | Compétition hommes                            | 1/4 de finale              | vs                                                      |            |
| 15 h 30 |                       | Boxe Poids plumes (Moins de 57 kg)      | Compétition femmes                            | 8e de finale               | -                                                       | -          |
| 15 h 30 |                       | Canoë-kayak (slalom) KX1                | Compétition femmes                            | Contre-la-montre           | -                                                       | -          |
| 15 h 31 |                       | Tir à l'arc Par équipes                 | Compétition mixte (hommes et femmes ensemble) | 1/2 finale                 | -                                                       | -          |
| 15 h 35 |                       | Water-polo Tournoi féminin              | Compétition femmes                            | Tour préliminaire Groupe B | Grèce vs Italie                                         |            |
| 15 h 50 |                       | Escrime Épée par équipes                | Compétition hommes                            | 1/2 finale                 | -                                                       | -          |
| 16 h 0  |                       | Handball Tournoi masculin               | Compétition hommes                            | Tour préliminaire Groupe A | Allemagne vs Espagne                                    |            |
| 16 h 0  |                       | Judo Plus de 78 kg                      | Compétition femmes                            | Repêchage                  | -                                                       | -          |
| 16 h 17 |                       | Judo Plus de 78 kg                      | Compétition femmes                            | 1/2 finale                 | -                                                       | -          |
| 16 h 24 |                       | Tir à l'arc Par équipes                 | Compétition mixte (hommes et femmes ensemble) | Finale                     |                                                         |            |
| 16 h 34 |                       | Boxe Poids mouches (Moins de 51 kg)     | Compétition hommes                            | 1/4 de finale              | -                                                       | -          |
| 16 h 34 |                       | Judo Plus de 100 kg                     | Compétition hommes                            | Repêchage                  | -                                                       | -          |
| 16 h 40 |                       | Canoë-kayak (slalom) KX1                | Compétition femmes                            | Contre-la-montre           | -                                                       | -          |
| 16 h 40 |                       | Escrime Épée par équipes                | Compétition hommes                            | Tour de classement         | -                                                       | -          |
| 16 h 51 |                       | Judo Plus de 100 kg                     | Compétition hommes                            | 1/2 finale                 | -                                                       | -          |
| 17 h 0  |                       | Football Tournoi masculin               | Compétition hommes                            | 1/4 de finale              | vs                                                      |            |
| 17 h 0  |                       | Hockey sur gazon Tournoi masculin       | Compétition hommes                            | Tour préliminaire Groupe B | Nouvelle-Zélande vs Irlande                             |            |
| 17 h 0  |                       | Volley-ball Tournoi masculin            | Compétition hommes                            | Tour préliminaire Groupe A | France vs Slovénie                                      |            |
| 17 h 6  |                       | Boxe Poids mi-lourds (Moins de 80 kg)   | Compétition hommes                            | 1/4 de finale              | -                                                       | -          |
| 17 h 15 |                       | Basket-ball Tournoi masculin            | Compétition hommes                            | Tour préliminaire Groupe A | Canada vs Espagne                                       |            |
| 17 h 18 |                       | Judo Plus de 78 kg                      | Compétition femmes                            | Finale                     |                                                         |            |
| 17 h 30 |                       | Basket-ball à trois Tournoi féminin     | Compétition femmes                            | Tour préliminaire          | Azerbaïdjan vs Chine                                    |            |
| 17 h 30 |                       | Hockey sur gazon Tournoi masculin       | Compétition hommes                            | Tour préliminaire Groupe B | Belgique vs Argentine                                   |            |
| 17 h 38 |                       | Boxe Poids super-lourds (Plus de 92 kg) | Compétition hommes                            | 1/4 de finale              | -                                                       | -          |
| 17 h 40 |                       | Badminton Simple                        | Compétition hommes                            | 1/4 de finale              | -                                                       | -          |
| 17 h 49 |                       | Judo Plus de 100 kg                     | Compétition hommes                            | Finale                     |                                                         |            |
| 18 h 0  |                       | Athlétisme Décathlon (Saut en hauteur)  | Compétition hommes                            | Tour de compétition        | -                                                       | -          |
| 18 h 0  |                       | Basket-ball à trois Tournoi féminin     | Compétition femmes                            | Tour préliminaire          | Canada vs États-Unis                                    |            |
| 18 h 0  |                       | Trampoline Concours masculin            | Compétition hommes                            | Qualifications             | -                                                       | -          |
| 18 h 10 |                       | Athlétisme 5 000 m                      | Compétition femmes                            | 1er tour                   | -                                                       | -          |
| 18 h 15 |                       | Athlétisme Triple saut                  | Compétition femmes                            | Qualifications             | -                                                       | -          |
| 18 h 30 |                       | Water-polo Tournoi féminin              | Compétition femmes                            | Tour préliminaire Groupe B | États-Unis 17 - 5 France                                |            |
| 18 h 35 |                       | Basket-ball à trois Tournoi féminin     | Compétition femmes                            | Tour préliminaire          | États-Unis 19 - 21 France                               |            |
| 18 h 55 |                       | Athlétisme Lancer du disque             | Compétition femmes                            | Qualifications (Groupe A)  | -                                                       | -          |
| 19 h 0  |                       | Football Tournoi masculin               | Compétition hommes                            | 1/4 de finale              | Modèle:Égypte FBM 1 (5) - 1 (4) Modèle:Paraguay FBM     |            |
| 19 h 0  |                       | Handball Tournoi masculin               | Compétition hommes                            | Tour préliminaire Groupe A | Japon 28 - 29 Slovénie                                  |            |
| 19 h 0  |                       | Tennis Simple                           | Compétition hommes                            | 1/2 finale                 | -                                                       | -          |
| 19 h 0  |                       | Tennis Double                           | Compétition mixte (hommes et femmes ensemble) | Finale                     | vs                                                      |            |
| 19 h 5  |                       | Basket-ball à trois Tournoi féminin     | Compétition femmes                            | Tour préliminaire          | Serbie 21 - 14 Lettonie                                 |            |
| 19 h 10 |                       | Athlétisme Relais 4 × 400 m             | Compétition mixte (hommes et femmes ensemble) | 1er tour                   | -                                                       | -          |
| 19 h 30 |                       | Escrime Épée par équipes                | Compétition hommes                            | Finale                     | Japon · Hongrie · Tchéquie                              |            |
| 19 h 45 |                       | Athlétisme 800 m                        | Compétition femmes                            | 1er tour                   | -                                                       | -          |
| 19 h 45 |                       | Hockey sur gazon Tournoi masculin       | Compétition hommes                            | Tour préliminaire Groupe A | France 2 - 5 Afrique du Sud                             |            |
| 19 h 45 |                       | Trampoline Concours masculin            | Compétition hommes                            | Finale                     | Ivan Litvinovich · Zisai Wang · Langyu YAN              |            |
| 20 h 0  |                       | BMX BMX racing                          | Compétition hommes                            | 1/2 finale (Manche 1)      | -                                                       | -          |
| 20 h 0  |                       | Boxe Poids plumes (Moins de 57 kg)      | Compétition femmes                            | 8e de finale               | -                                                       | -          |
| 20 h 5  |                       | Water-polo Tournoi féminin              | Compétition femmes                            | Tour préliminaire Groupe A | Chine 11 - 17 Hongrie                                   |            |
| 20 h 10 |                       | Athlétisme Lancer du poids              | Compétition hommes                            | Qualifications             | -                                                       | -          |
| 20 h 15 |                       | BMX BMX racing                          | Compétition femmes                            | 1/2 finale (Manche 1)      | -                                                       | -          |
| 20 h 15 |                       | Hockey sur gazon Tournoi masculin       | Compétition hommes                            | Tour préliminaire Groupe A | Grande-Bretagne 1 - 2 Allemagne                         |            |
| 20 h 20 |                       | Athlétisme Lancer du disque             | Compétition femmes                            | Qualifications (Groupe B)  | -                                                       | -          |
| 20 h 30 |                       | BMX BMX racing                          | Compétition hommes                            | 1/2 finale (Manche 2)      | -                                                       | -          |
| 20 h 30 |                       | Natation 50 m nage libre                | Compétition hommes                            | Finale                     | Cameron McEvoy · Benjamin Proud · Florent Manaudou      |            |
| 20 h 39 |                       | Natation 200 m dos                      | Compétition femmes                            | Finale                     | Kaylee McKeown · Regan Smith · Kylie Masse              |            |
| 20 h 45 |                       | BMX BMX racing                          | Compétition femmes                            | 1/2 finale (Manche 2)      | -                                                       | -          |
| 20 h 49 |                       | Natation 200 m 4 nages                  | Compétition hommes                            | Finale                     | Léon Marchand · Duncan Scott · Shun Wang                |            |
| 20 h 50 |                       | Athlétisme Décathlon (400 m)            | Compétition hommes                            | Tour de compétition        | -                                                       | -          |
| 21 h 0  |                       | Basket-ball Tournoi masculin            | Compétition hommes                            | Tour préliminaire Groupe B | France 71 -85 Allemagne                                 |            |
| 21 h 0  |                       | Basket-ball à trois Tournoi féminin     | Compétition femmes                            | Tour préliminaire          | Espagne 20 - 22 Canada                                  |            |
| 21 h 0  |                       | BMX BMX racing                          | Compétition hommes                            | 1/2 finale (Manche 3)      | -                                                       | -          |
| 21 h 0  |                       | Football Tournoi masculin               | Compétition hommes                            | 1/4 de finale              | Modèle:France FBM 1 - 0 Modèle:Argentine FBM            |            |
| 21 h 0  |                       | Handball Tournoi masculin               | Compétition hommes                            | Tour préliminaire Groupe B | Norvège 25 - 26 Égypte                                  |            |
| 21 h 0  |                       | Volley-ball Tournoi masculin            | Compétition hommes                            | Tour préliminaire Groupe C | Japon 1 - 3 États-Unis                                  |            |
| 21 h 4  |                       | Boxe Poids mouches (Moins de 51 kg)     | Compétition hommes                            | 1/4 de finale              | -                                                       | -          |
| 21 h 9  |                       | Natation 100 m papillon                 | Compétition hommes                            | 1/2 finale                 | -                                                       | -          |
| 21 h 15 |                       | BMX BMX racing                          | Compétition femmes                            | 1/2 finale (Manche 3)      | -                                                       | -          |
| 21 h 20 |                       | Athlétisme 10 000 m                     | Compétition hommes                            | Finale                     | Joshua Cheptegei · Beruhi Aregawi · Grant Fisher        |            |
| 21 h 30 |                       | Basket-ball à trois Tournoi féminin     | Compétition femmes                            | Tour préliminaire          | Allemagne 14 - 13 France                                |            |
| 21 h 34 |                       | Natation 200 m 4 nages                  | Compétition femmes                            | 1/2 finale                 | -                                                       | -          |
| 21 h 35 |                       | BMX BMX racing                          | Compétition hommes                            | Finale                     | Joris Daudet · Sylvain André · Romain Mahieu            |            |
| 21 h 36 |                       | Boxe Poids mi-lourds (Moins de 80 kg)   | Compétition hommes                            | 1/4 de finale              | -                                                       | -          |
| 21 h 50 |                       | BMX BMX racing                          | Compétition femmes                            | Finale                     | Saya Sakakibara · Manon Veenstra · Zoé Claessens        |            |
| 22 h 5  |                       | Basket-ball à trois Tournoi féminin     | Compétition femmes                            | Tour préliminaire          | Pologne 12 - 21 Serbie                                  |            |
| 22 h 8  |                       | Boxe Poids super-lourds (Plus de 92 kg) | Compétition hommes                            | 1/4 de finale              | -                                                       | -          |
| 22 h 35 |                       | Basket-ball à trois Tournoi féminin     | Compétition femmes                            | Tour préliminaire          | Chine 17 - 21 États-Unis                                |            |

## Tableaux des médailles
| Rang  | Nation | Or | Argent | Bronze | Total |
| ----- | ------ | -- | ------ | ------ | ----- |
| 1     |        |    |        |        |       |
| 2     |        |    |        |        |       |
| 3     |        |    |        |        |       |
| 4     |        |    |        |        |       |
| 5     |        |    |        |        |       |
| Total |        |    |        |        |       |

| Rang  | Nation | Or | Argent | Bronze | Total |
| ----- | ------ | -- | ------ | ------ | ----- |
| 1     |        |    |        |        |       |
| 2     |        |    |        |        |       |
| 3     |        |    |        |        |       |
| 4     |        |    |        |        |       |
| 5     |        |    |        |        |       |
| Total |        |    |        |        |       |